# Коннор Джегер
Коннор Джегер (англ. Connor Jaeger, нар. 30 квітня 1991, Нью-Джерсі, США) — американський плавець, срібний призер Олімпійських ігор 2016 року, призер чемпіонатів світу.

## Виступи на Олімпійських іграх
| Олімпіада   | Дисципліна            | Місце |
| ----------- | --------------------- | ----- |
| Лондон 2012 | 1500 м вільним стилем | 6     |
| Ріо 2016    | 400 м вільним стилем  | 5     |
| Ріо 2016    | 1500 м вільним стилем | 2     |